# Super Cub
Super Cub (スーパーカブ?, Sūpā Kabu) è una serie di light novel scritta da Tone Kōken e illustrata da Hiro, pubblicata da Kadokawa dal 1º maggio 2017.
Dalla serie è stato tratto un manga, disegnato da Kanitan e pubblicato sempre dalla Kadokawa dal 2017, e una serie televisiva anime prodotta da Studio Kai e trasmessa dal 7 aprile al 23 giugno 2021.

## Trama
La protagonista della storia è Koguma, una ragazza orfana che frequenta il secondo anno delle superiori e non ha né amici né obiettivi per il futuro. Un giorno, tornando da scuola, si ferma in un negozio di moto e si interessa ad un modello usato di Honda Super Cub. Dopo qualche tempo ottiene la patente, compra il Cub che aveva osservato e inizia subito a guidarlo. A bordo della sua nuova motocicletta Koguma inizia a vedere il mondo da una nuova prospettiva, abbandona gradualmente la sua timidezza e si promette di viaggiare sempre più lontano per scoprire nuovi posti.

## Personaggi

Reiko, Shii e Koguma si scattano un selfie a Sakaiminato

Koguma (小熊?)
Doppiata da: Yuki Yomichi
Reiko (礼子?)
Doppiata da: Ayaka Nanase
Shii Eniwa (恵庭椎?, Eniwa Shii)
Doppiata da: Natsumi Hioka

## Media

### Light novel
| Nº      | Data di prima pubblicazione | Data di prima pubblicazione | Data di prima pubblicazione |
| Nº      | Giapponese                  | Giapponese                  |                             |
| ------- | --------------------------- | --------------------------- | --------------------------- |
| 1       | 1º maggio 2017              | ISBN 978-4-04-105663-9      |                             |
| 2       | 1º ottobre 2017             | ISBN 978-4-04-105960-9      |                             |
| 3       | 1º maggio 2018              | ISBN 978-4-04-106466-5      |                             |
| 4       | 1º dicembre 2018            | ISBN 978-4-04-107081-9      |                             |
| 5       | 1º luglio 2019              | ISBN 978-4-04-107082-6      |                             |
| 6       | 1º dicembre 2019            | ISBN 978-4-04-108919-4      |                             |
| reserve | 1º novembre 2020            | ISBN 978-4-04-110871-0      |                             |
| 7       | 31 marzo 2021               | ISBN 978-4-04-110872-7      |                             |

### Manga
| Nº | Data di prima pubblicazione | Data di prima pubblicazione | Data di prima pubblicazione |
| Nº | Giapponese                  | Giapponese                  |                             |
| -- | --------------------------- | --------------------------- | --------------------------- |
| 1  | 25 maggio 2018              | ISBN 978-4-04-106961-5      |                             |
| 2  | 10 dicembre 2018            | ISBN 978-4-04-107852-5      |                             |
| 3  | 10 agosto 2019              | ISBN 978-4-04-108468-7      |                             |
| 4  | 10 marzo 2020               | ISBN 978-4-04-109032-9      |                             |
| 5  | 10 febbraio 2021            | ISBN 978-4-04-111087-4      |                             |
| 6  | 25 settembre 2021           | ISBN 978-4-04-111558-9      |                             |

### Anime
Un adattamento animato prodotto da Studio Kai è stato annunciato il 20 novembre 2019. La serie è diretta da Toshiro Fujii e composta da Toshizō Nemoto in 12 episodi; il character design è stato affidato a Tōru Imanishi e la colonna sonora a Tomohisa Ishikawa e ZAQ. La trasmissione è iniziata il 7 aprile 2021 su AT-X, Tokyo MX, TV Aichi, KBS Kyoto, e BS11. La sigla di apertura, Mahō no Kaze (まほうのかぜ? lett. "Vento magico"), è cantata da Akane Kumada, mentre quella di chiusura, Haru e no Dengon (春への伝言? lett. "Un messaggio per il vento"), è cantata dalle tre doppiatrici delle protagoniste.
| Nº | Titolo italiano (traduzione letterale) Giapponese 「Kanji」 - Rōmaji | In onda        | In onda |
| Nº | Titolo italiano (traduzione letterale) Giapponese 「Kanji」 - Rōmaji | Giapponese     |         |
| 1  | La ragazza che non aveva niente 「ないないの女の子」 - Nainai no Onna no Ko | 7 aprile 2021  |         |
| 1  | Koguma è una ragazza orfana che trascorre una vita senza stimoli. Un giorno decide di comprare una motocicletta Honda Super Cub e qualcosa in lei inizia a cambiare. |                |         |
| 2  | Reiko 「礼子」 - Reiko | 14 aprile 2021 |         |
| 2  | Koguma usa il suo Super Cub per andare a scuola per la prima volta e trova il coraggio di dirlo ai suoi compagni, che si dimostrano molto interessati alla notizia. In particolare una ragazza, Reiko, le chiede di poter vedere la sua moto e dopo averle mostrato anche il suo Cub diventano amiche. |                |         |
| 3  | Oggetti ricevuti 「もらったもの」 - Moratta Mono | 21 aprile 2021 |         |
| 3  | Koguma riceve due nuovi accessori per il suo Cub: un baule e un paio di occhiali che fungono da visiera. Oltre agli accessori, Koguma riceve il numero di telefono di Reiko e ne rimane molto felice. |                |         |
| 4  | Il lavoro 「アルバイト」 - Arubaito | 28 aprile 2021 |         |
| 4  | Un insegnante di Koguma le propone un lavoro estivo da svolgere a bordo del suo Cub e lei lo accetta volentieri. Il suo compito è quello di consegnare quotidianamente dei documenti tra due scuole distanti, e con la paga che riceve ammortizza il costo delle spese che ha sostenuto per la sua moto. Koguma compra anche un giubbotto impermeabile per ripararsi dalle piogge estive e impara a cambiare l'olio motore. |                |         |
| 5  | L'estate di Reiko 「礼子の夏」 - Reiko no Natsu | 5 maggio 2021  |         |
| 5  | Reiko vorrebbe scalare il monte Fuji con il suo Cub e decide di intraprendere la missione durante l'estate. Si fa assumere da un'azienda edile per controllare il sentiero prima del passaggio dei mezzi pesanti e così facendo guadagna, giorno dopo giorno, un pezzo di strada in più. Alla fine Reiko non riesce a realizzare il suo obiettivo, ma si propone di riprovarci in un'altra occasione. Alla fine delle vacanze Koguma e Reiko si incontrano e raccontano le rispettive esperienze. |                |         |
| 6  | Il mio Cub 「私のカブ」 - Watashi no Kabu | 12 maggio 2021 |         |
| 6  | La classe di Koguma va in gita scolastica a Kamakura, e proprio il giorno della partenza la protagonista avverte qualche linea di febbre che la costringe a rimanere a casa. Più tardi Koguma si sente molto meglio e la febbre scompare, dunque decide di raggiungere i suoi compagni all'albergo con il suo Cub, arrivando poco prima dell'autobus. Dopo essere stata rimproverata dagli insegnanti, Koguma racconta a Reiko del suo viaggio, nel quale ha percorso anche una bella strada che la sua amica voleva visitare. Il primo giorno di tempo libero, le due amiche fanno un giro sul Cub di Koguma e Reiko le porta una brutta notizia riguardante la sua moto. |                |         |
| 7  | La ragazza dai capelli azzurro cielo 「夏空の色、水色の少女」 - Natsuzora no Iro, Mizuiro no Shōjo | 19 maggio 2021 |         |
| 7  | È arrivata la stagione autunnale e Reiko deve procurarsi dei guanti più adatti a proteggersi dal freddo. Il liceo Mukawa sta preparando il festival culturale e il gruppo della classe di Koguma vuole allestire un bar italiano, ma per un disguido organizzativo si trovano senza il materiale necessario il giorno prima del festival. Koguma si propone di andare a prenderlo al liceo Daiichi assieme a Reiko, usando un rimorchio preso in prestito e un accessorio per trasportare oggetti fragili che aveva la sua amica. Il viaggio va a buon fine e il bar viene allestito in tempo, così Shii, la ragazza organizzatrice, ringrazia le due amiche offrendo loro due tazze di caffè. |                |         |
| 8  | La casa di Shii 「椎の場所」 - Shii no Basho | 26 maggio 2021 |         |
| 8  | Shii invita Koguma e Reiko a casa sua, nel bar gestito dai suoi genitori. Il locale unisce le culture di varie nazionalità: il nome "Beurre" è in francese, il pane che servono e l'aspetto dell'edificio sono tedeschi, i tavolini sono americani e il nuovo caffè preparato da Shii è italiano. Reiko ci passa spesso e Koguma incontra per la prima volta i genitori di Shii. Le due amiche devono iniziare a preparare i loro Cub per l'inverno e Koguma propone delle coprimanopole per ripararsi dal vento. Reiko non è entusiasta all'idea poco estetica ma si ricrede quando si accorge della loro efficacia. |                |         |
| 9  | Nel ghiaccio 「氷の中」 - Kōri no Naka | 2 giugno 2021  |         |
| 9  | Koguma e Reiko hanno bisogno di un vestito che le ripari dal freddo e Shii ha un vecchio cappotto di lana grezza che potrebbe fare al caso loro. Le ragazze chiedono alla loro professoressa di economia domestica di ricucirlo e lei ne ricava un gilet per Koguma, delle calze per Reiko e un porta borraccia per Shii. Dopo alcuni giorni il freddo aumenta e le ragazze hanno bisogno di un'altra protezione, perciò decidono a fatica di acquistare due parabrezza dopo averne provato uno dal meccanico di fiducia di Reiko. |                |         |
| 10 | Neve 「雪」 - Yuki | 9 giugno 2021  |         |
| 10 | Al suo risveglio, Koguma scorge dalla finestra il mondo ricoperto di neve. Senza pensarci due volte, Reiko invita la sua amica a fare un giro sul monte Kaikoma, non prima di aver messo delle catene alle ruote dei loro Cub. Le ragazze si preparano il pranzo al sacco e passano la giornata a correre e giocare sulla neve. A fine giornata, Koguma e Reiko si fermano al negozio di Shii, la quale è dispiaciuta di non essere stata invitata, ma le amiche le promettono che la prossima volta la porteranno con loro. Qualche giorno dopo, il padre di Shii confida a Koguma e Reiko che sua figlia esce sempre più spesso in bici da quando le ha conosciute e vorrebbe assomigliare a loro. Quella sera Shii, che stava andando in città prendendo una scorciatoia, telefona a Koguma chiedendole aiuto. |                |         |
| 11 | Una primavera lontana 「遠い春」 - Tōi Haru | 16 giugno 2021 |         |
| 11 | Shii, prendendo la scorciatoia del sentierino del gatto, è caduta in un fiume dall'acqua gelida e non è più riuscita ad alzarsi, allora, in piena notte, ha chiamato Koguma per farsi soccorrere. L'amica si precipita da lei e la porta fino a casa dove le offre un bagno caldo e una cena, e nel frattempo chiede a Reiko di occuparsi di recuperare la bicicletta, che però si è rotta con l'incidente. I genitori di Shii ringraziano Koguma e Reiko per il soccorso e offrono loro il ristoro gratuito per un anno. La vita quotidiana delle ragazze è ripresa e tutte insieme si preparano per assistere alla fioritura dei ciliegi a Kagoshima. |                |         |
| 12 | Super Cub 「スーパーカブ」 - Sūpā Kabu | 23 giugno 2021 |         |
| 12 | Koguma, Reiko e Shii, a bordo dell'Hunter Cub di Reiko, partono in viaggio verso il posto più lontano del Giappone per vedere la fioritura dei ciliegi. Le ragazze evitano di passare per i parchi dove i fiori sono già sbocciati per allungare di più il viaggio, e fanno tappa in diverse pensioni e alberghi a basso costo. Al loro ritorno scoprono che la primavera è arrivata anche nella loro città, ma preferiscono credere di essere state loro a portarvela. Dopo qualche giorno Shii presenta alle sue amiche il suo nuovo Little Cub, grazie al quale potrà fare spese più agevolmente per il suo bar italiano e viaggiare in compagnia di Reiko e Koguma. |                |         |